# Gerätewagen Technik

Gerätewagen Technik des DRK OV Beilstein

Gerätewagen Technik im Einsatz

Der Gerätewagen Technik (GW-Technik oder uneindeutig GW-T abgekürzt) ist ein Fahrzeug der Hilfsorganisationen, das Material zum Errichten und Betreiben eines Behandlungsplatzes geladen hat oder/und auch umfangreiches Material und Werkzeug mitführt, um direkt im Schadensgebiet effektiv Hilfe leisten zu können. Die Fahrzeuge werden teilweise auch Gerätewagen Technik und Sicherheit (GW-TuS oder GW-TeSi) genannt.
Der GW-Technik dient der Schnelleinsatzgruppe Technik und Sicherheit (SEG-TeSi) als Einsatzfahrzeug. Entsprechende Fahrzeuge sind oft auch in der Einsatzeinheit des DRK eingebunden. Diese Fahrzeuge kommen bei einem Massenanfall von Verletzten, größeren Sanitätswachdiensten, zum Betreiben eines Behandlungsplatzes oder einer Verletztensammelstelle zum Einsatz. So ist das hier dargestellte Fahrzeug in der Lage, die Zelte und die Infrastruktur für einen BHP 25 (Behandlungsplatz für 25 Verletzte) zu errichten (ausgenommen Sanitätsmaterial).

## Beladung
Es gibt zwar bislang keine Normung für die Beladung, aber zumeist ist neben einer technischen Grundausstattung wie Stromerzeuger, Leuchtmittel, Absperrmaterial und Werkzeugen, Zelte, Zeltmaterial und Heizgeräte vorhanden. Die Beladung des hier beispielhaft dargestellten Fahrzeuges umfasst:
- 1 DIN-Stromerzeuger 12 kVA
- 1 Stromerzeuger 2,5 kVA
- 2 Küchen-Zelte SG 300
- 1 Unterkunftszelte SG 20
- 2 Unterkunftszelte SG 12
- 2 Halogenstrahler 1000 W
- 2 Halogenstrahler  500 W
- 1 Stativ 4,5 m
- 1 Stativ 2 m
- 3 Zeltleuchten
- 3 Kabelroller à 25 m 230 V
- 4 Verlängerungskabel à 50 m 230 V
- 2 Verlängerungskabel à 30 m 230 V
- 5 Verlängerungskabel à 10 m 230 V
- 1 Stromverteiler 400 V > 230 V
- 1 Stromverteilerkasten 400 V > 230 V
- 1 Verlängerungskabel à 25 m 400 V
- 10 Absperrpylonen
- 2 Absperrband 200 m
- 1 Zeltheizgerät 38 kW
- 1 Zeltheizgerät 25 kW
- 2 Mülleimerständer
- 1 Werkzeugkiste Elektro
- 1 Werkzeugkiste Standard
- 20 l Diesel Reservekanister
- 20 l Super-Benzin Reservekanister
- 10 l Normal-Benzin Reservekanister
- 3 Handlampen
- 3 Biertischgarnituren
- 1 Alu-Leiter 3 m
- 5 Krankentragen
- 4 Gasflaschen à 11 kg

## Landesbeschaffungen
Sowohl das Land Hessen, als auch das Land Baden-Württemberg haben Gerätewagen Technik für ihren Katastrophenschutz beschafft. In Hessen wurden je ein Gerätewagen Technik für jeden Betreuungszug beschafft. Dies entspricht zwei Fahrzeugen pro Landkreis bzw. kreisfreier Stadt und damit insgesamt 52 Gerätewagen Technik. Das Land Baden-Württemberg beschaffte insgesamt 43 Fahrzeuge.